# Asociación Argentina de Tenis
La Asociación Argentina de Tenis es una asociación civil sin fines de lucro que abarca todas las actividades vinculadas con el tenis en Argentina. Entre federaciones y clubes son más de 200 las organizaciones afiliadas a la AAT.

## Historia

### Historia
H. F. Prescott, presidente del Belgrano Athletic  tuvo la iniciativa de crear una institución que fuera la máxima autoridad del tenis argentino. 
Prescott compartió su idea con varias organizaciones entre ellas el Buenos Aires Lawn Tennis Club, y esta se desarrolló el 22 de octubre de 1914. En esa oportunidad participaron también las autoridades del Club Atlético del Rosario, General Urquiza Athletic Club, Villa Devoto Lawn Tennis Club, Gazcón Lawn Tennis Club y Villa Ballester Lawn Tennis Club. Algunos días más tarde, el 17 de noviembre se creó "The Lawn Tennis League of the River Plate", que en inglés significaba "Liga de Lawn Tennis del Río de la Plata". Su presidente fue Arthur Stuart Turner. El 7 de septiembre de 1915 se adoptó el idioma castellano originando la variación en el nombre de la entidad, pasando a ser "Liga Argentina de Lawn Tennis del Río de la Plata". La Liga organizó el Primer Campeonato Interclubes para caballeros por equipos el 10 de octubre de 1915 que ganó el General Urquiza AC.

### Nacimiento de la AAT
El surgimiento de la Asociación Argentina de Tenis tal como se conoce hoy se dio  el viernes 2 de septiembre de 1921 a las 17.15, en el local de la confitería "Sportsman", Florida 44, Capital. Allí se constituyó la Asociación Argentina de Lawn Tennis, con sede en la misma ciudad , se incluyó un Reglamento y recomendaciones para los concursos y competencias inspirados en su similar, "The Lawn Tennis Association of England". A esta cita acudieron 20 clubes que serían los fundadores. Además de los que participaron en la fundación de la institución precedente en 1914, en esta oportunidad se sumaron: Club de Deportes Discóbolo, Quilmes Athletic Club, Club Atlético Ferrocarril del Sud, Club de Gimnasia y Esgrima de Buenos Aires, Lomas Athletic Club, Mármol Lawn Tennis Club, Club de Regatas de Avellaneda, Quilmes Lawn Tennis Club, Tennis Club Argentino, Club Atlético Ferrocarril Oeste, Tennis Club del Plata, Olivos Lawn Tennis Club, Sports Club Germania, Club Atlético Estudiantes de Buenos Aires.
En 1931 se resolvió que el emblema se trataría de un triángulo con los colores de la bandera argentina. La Asociación Argentina de Lawn Tennis sufriría una modificación más en su nombre en 1953 cuando se quitó la palabra "Lawn" y una "n" a la palabra Tennis.

### Historial de presidentes de la asociación
Desde su creación en 1921 estas fueron las personas que a lo largo de los años estuvieron a cargo de la presidencia:
| Presidente                                                 | Período       |
| Juan A. Gibson                                             | 1921 - 1923   |
| Horacio Bustos Morón (h)                                   | 1923 - 1937   |
| Alfredo Dodds                                              | 1937          |
| Pablo Rey                                                  | 1937 - 1938   |
| Alberto del Campo Wilson                                   | 1938 - 1939   |
| Ricardo Sánchez de Bustamante                              | 1939 - 1947   |
| José B. Casás                                              | 1947 - 1952   |
| Heriberto R. Dodds                                         | 1952 - 1955   |
| Isidoro Ruiz Moreno (Interventor)                          | 1955 - 1956   |
| Carlos Caminos (Interventor)                               | 1956 - 1957   |
| Carlos Dumas (Interventor)                                 | 1957          |
| José B. Casás                                              | 1957 - 1967   |
| Horacio Billoch Caride                                     | 1967 - 1973   |
| Enrique Morea                                              | 1973 - 1979   |
| Horacio Billoch Caride                                     | 1979 - 1980   |
| Juan José Vásquez (Vice 1º en ejercicio de la presidencia) | 1980          |
| Roberto Fernández (Vice 2º en ejercicio de la presidencia) | 1980          |
| Eduardo Soriano (Vice 2º en ejercicio de la presidencia)   | 1980          |
| Juan José Vásquez                                          | 1981 - 1994   |
| Juan Carlos Belio                                          | 1994 - 1995   |
| Diego Sánchez (Vice 2º en ejercicio de la presidencia)     | 1995          |
| Enrique Morea (Vice 1º en ejercicio de la presidencia)     | 1996          |
| Enrique Morea                                              | 1997 - 2009   |
| Arturo Grimaldi                                            | 2009 - 2014   |
| Armando Cervone (Vice 1º en ejercicio de la presidencia)   | 2014-2018     |
| Agustín Calleri                                            | 2018-presente |